# Ohrid
Ohrid (en macedonio: Охрид), conocida en español y otros idiomas también como Ocrida u Ojrida, es una localidad del oeste de Macedonia del Norte. Se asienta a orillas del lago del mismo nombre. A 700 metros de altitud, el lago Ohrid, una parte del cual pertenece a la vecina Albania, está rodeado de montañas. La ciudad antigua ocupa las faldas de un monte que la domina. No muy lejos y también en la orilla del lago, se encuentra la pequeña ciudad cultural de Struga. 
La ciudad de Ohrid y sus alrededores han sido declaradas Patrimonio de la Humanidad por la Unesco en 1979 (por sus valores naturales) y 1980 (por sus valores culturales e históricos), con el nombre de patrimonio natural y cultural de la región de Ohrid. Ello ha provocado la creación de una importante industria turística que se ha convertido en la principal fuente de ingresos de la ciudad.

## Etimología
En la Antigüedad, la ciudad era conocida bajo el nombre de Licnido (en griego antiguo Λυχνίς (Lychnis) y en latín Lychnidus), cuya traducción sería "ciudad de luz", del griego λυχνίς (lychnis, gen. lychnidos), "roca preciosa que emite luz", de λύχνος (lychnos), "lámpara, luz portátil". Alrededor del 879, la ciudad dejó de denominarse Licnido y los nativos comenzaron a llamarla Ohrid, posiblemente de los vocablos eslavos vo hrid, que significa "en la colina", ya que la antigua ciudad de Licnido estaba situada en lo alto de la colina. En macedonio y otras lenguas eslavas meridionales, el nombre de la ciudad es Ohrid (Охрид). En albanés, la ciudad es conocida como Ohër o Ohri y en griego moderno como Ochrida (Οχρίδα, Ωχρίδα) y Achrida (Αχρίδα).

## Historia

### Edad Antigua
Los primeros habitantes de la región del lago de Ohrid fueron los enquelios, una tribu iliria, y los dasaretas, una antigua tribu griega asentada más al este, en la región de Lincestis. Según excavaciones recientes, fue una ciudad ya en la época del rey Filipo II de Macedonia. Los estudios concluyeron que la Fortaleza de Samuel fue construida sobre una fortificación anterior, datada del siglo IV a. C. Durante la conquista romana, al final del siglo III y comienzo del siglo II a. C., se menciona a los dasaretas, así como la antigua ciudad griega de Licnido. La existencia de la ciudad de Licnido está relacionada con el mito griego del príncipe fenicio Cadmo, quien, desterrado de Tebas, en Beocia, huye junto a los enquelios y funda la ciudad de Licnido en la orilla del lago de Ohrid. Las aguas transparentes de este lago, le dieron su nombre en griego antiguo: Lacus Lychnitis (en griego: Λυχνίτις), también durante algunos periodos de la Edad Media. Estaba ubicado en la Vía Egnatia, que conectaba el puerto de Dyrrachion (actual Durrës) y el mar Adriático con Bizancio. Otras excavaciones arqueológicas demuestran la temprana adopción del cristianismo en el área. Los obispos de Licnido participaban en múltiples concilios ecuménicos.

### Edad Media
Los eslavos comenzaron a llegar al área durante el siglo VI. A comienzos del siglo VI, fue colonizado por una tribu eslava conocida como los berziti. Bulgaria conquistó la ciudad alrededor del 840. El nombre de Ohrid apareció por primera vez en el 879. La Escuela Literaria de Ohrid fue establecida en el 886 por Clemente de Ohrid y se convirtió en unos de los dos mayores centros culturales del Primer Imperio búlgaro. Entre el 990 y el 1015, Ohrid fue la capital y bastión del Imperio búlgaro; y del 990 al 1018 fue sede del Patriarcado de Bulgaria. Unos eslavos procedentes del norte (siglos VI y VII) se establecen en la ciudad que se transforma, a nivel de los Balcanes, en foco de cultura eslava. 
En los albores del siglo X, Ohrid y su región se transforman en el centro de actividades misioneras y docentes cuando llegan a ella dos discípulos de los apóstoles eslavos Cirilo y Metodio, quienes erigen dos monasterios, entre ellos el de San Pantaleón, fundado por Clemente de Ohrid. Después de la reconquista bizantina en el 1018 por Basilio II, el Patriarcado de Bulgaria fue degradado a arzobispado de Ohrid, administrado bajo la autoridad del patriarca ecuménico de Constantinopla.

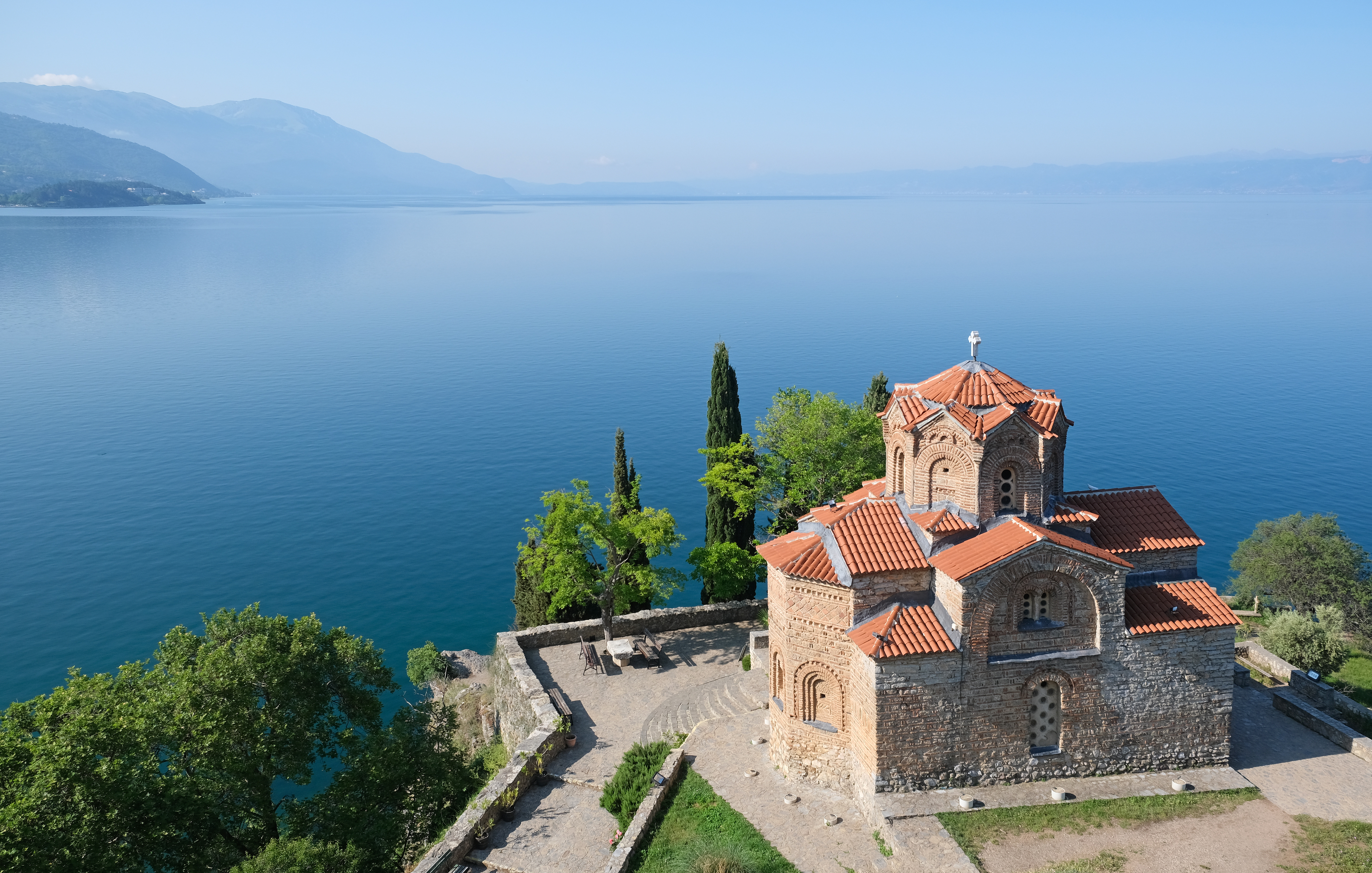
Iglesia de San Juan Kaneo, en el casco histórico de la ciudad, con vista al lago de Ohrid.

La mayoría de los clérigos desde el 1018 eran griegos, incluyendo el periodo de dominación otomana, hasta la abolición del arzobispado en 1767. A principios del siglo XVI, el arzobispado alcanzó su cénit administrando las exarquías de Sofía, Vidin, Vlach y Moldavia, partes del antiguo patriarcado medieval serbio de Peć, e incluso los distritos ortodoxos de Italia, Venecia y Dalmacia.
Como ciudad episcopal, Ohrid fue un gran centro cultural para los Balcanes. Casi todas las iglesias que han llegado hasta nuestros días son bizantinas y búlgaras, el resto de ellas son del periodo de la dominación serbia al final de la Edad Media.
Bohemundo, al mando de un ejército normando, conquistó la ciudad en 1083; aunque los bizantinos la recuperaron dos años después. Durante los siglos XIII y XIV, la ciudad cambió de manos entre el Despotado de Epiro, el Imperio búlgaro, el Imperio bizantino, el Imperio serbio y gobernantes albaneses. A mitad del siglo XIII, Ohrid fue una de las ciudades gobernadas por Pal Gropa, miembro de la familia albanesa de los Gropa. En 1334, la ciudad fue conquistada por Esteban Uroš IV Dušan y fue incorporada al Imperio serbio. Tras la muerte de Dusan, la ciudad pasó al control de Andrea Gropa, y tras su muerte, el príncipe Marko la incorporó al Reino de Prilep. A principios de la década de 1370, Pal II Gropa conquistó Ohrid, otro miembro de la familia Gropa. En 1395, los otomanos bajo el mando de Bayezid I convirtieron a la ciudad en la sede del Sanjacado de Ocrida. En septiembre de 1464, 12 000 tropas de la Liga de Lezhë y 1000 de la República de Venecia derrotaron a 14 000 hombres del Imperio otomano cerca de la ciudad. Cuando Mehmed II regresó de Albania tras luchar contra Skanderbeg en 1466, derrocó a Dorotheos, el arzobispo de Ohrid, y lo expatrió con sus clérigos, sus boyardos y muchos otros ciudadanos de Ohrid a Estambul, probablemente por sus actividades anti-otomanas durante la rebelión de Skanderbeg.

### Edad Moderna y Contemporánea

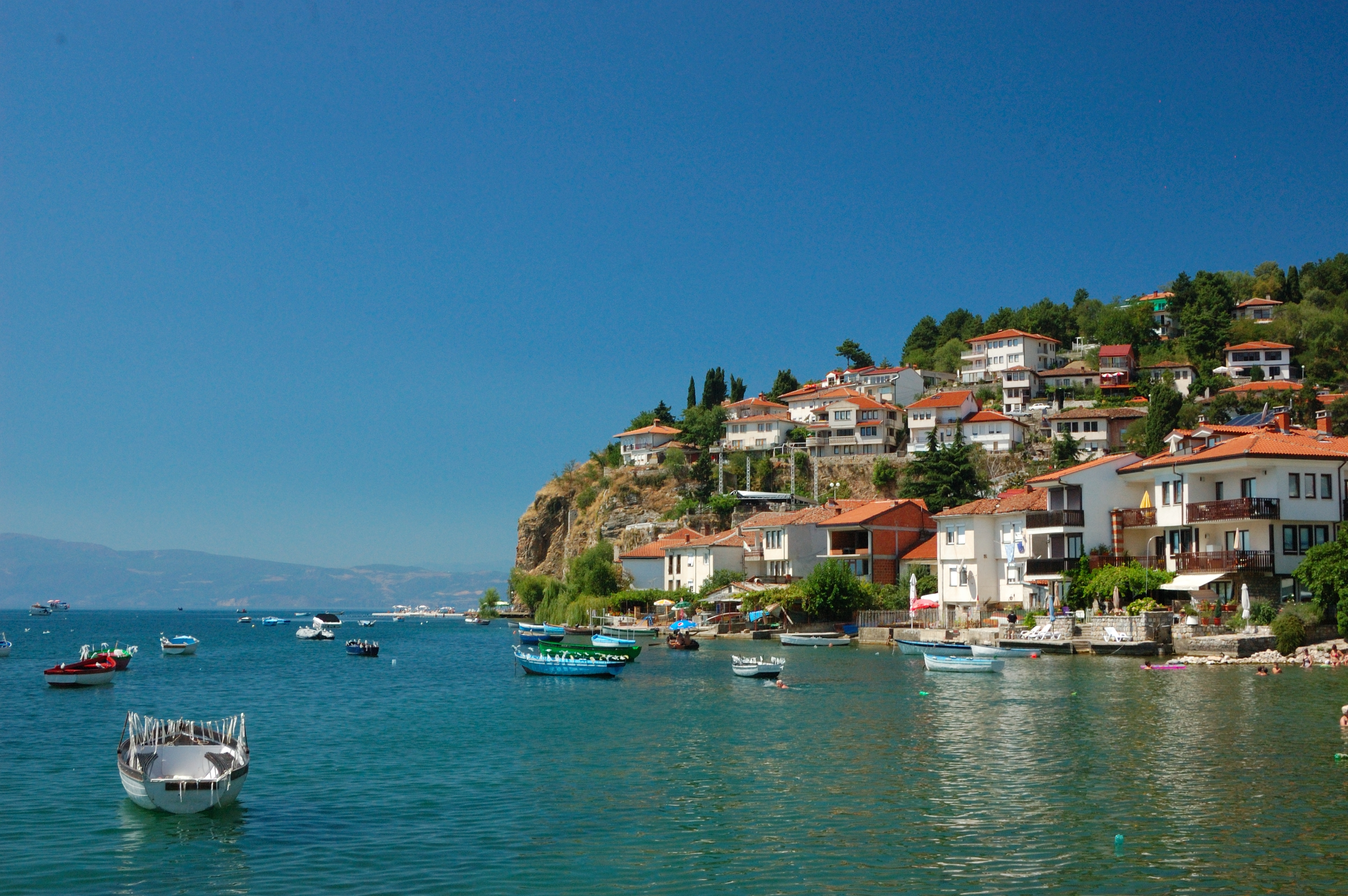
La ciudad a la orilla de lago.

La población cristiana descendió durante los primeros siglos de gobierno otomano. En 1664, únicamente existían 142 casas cristianas. La situación cambió durante el siglo XVIII cuando Ohrid emergió como un importante centro de comercio en una ruta comercial. A finales de siglo había cinco mil habitantes. A comienzos del siglo XIX la región de Ohrid, como otras partes europeas del Imperio otomano, era un hervidero de detenciones. Durante este siglo, Ohrid pasó a ser parte del Pashalik de Scutari, dirigido por la familia Bushati. Después de un plebiscito en 1874 en el que la población cristiana votó a favor de unirse al Exarcado de Bulgaria (97%), el Exarcado pasó a dominar esta área. A finales de siglo, Ohrid albergaba 2409 casas con 11900 habitantes, de los cuales el 45% eran musulmanes, mientras que el resto eran católicos y ortodoxos. Según estadísticas recopiladas por Vasil Kanchov en 1900, la ciudad de Ohrid estaba habitada por 8000 búlgaros, 5000 turcos, 500 musulmanes albaneses, 300 cristianos albaneses, 460 valacos y 600 gitanos. La ciudad se mantuvo bajo control otomano hasta el 29 de noviembre de 1912, cuando el Ejército serbio conquistó la ciudad y se convirtió en capital del distrito de Ohrid. En septiembre de 1913, nativos albaneses y líderes probúlgaros de la Organización Interna Revolucionaria de Macedonia, se rebelaron contra el Reino de Serbia. Fue ocupada por el Imperio búlgaro entre 1915 y 1918 durante la Primera Guerra Mundial.
Durante el Reino de Yugoslavia, Ohrid continuó siendo un distrito independiente, más tarde formó parte del óblast de Bitola y finalmente fue parte de la Banovina de Vardar. Fue ocupada por Bulgaria de nuevo durante la Segunda Guerra Mundial. Durante la Yugoslavia comunista, Ohrid fue sede de la Municipalidad de Ohrid. Desde 1991 pertenece a Macedonia del Norte.

## Población

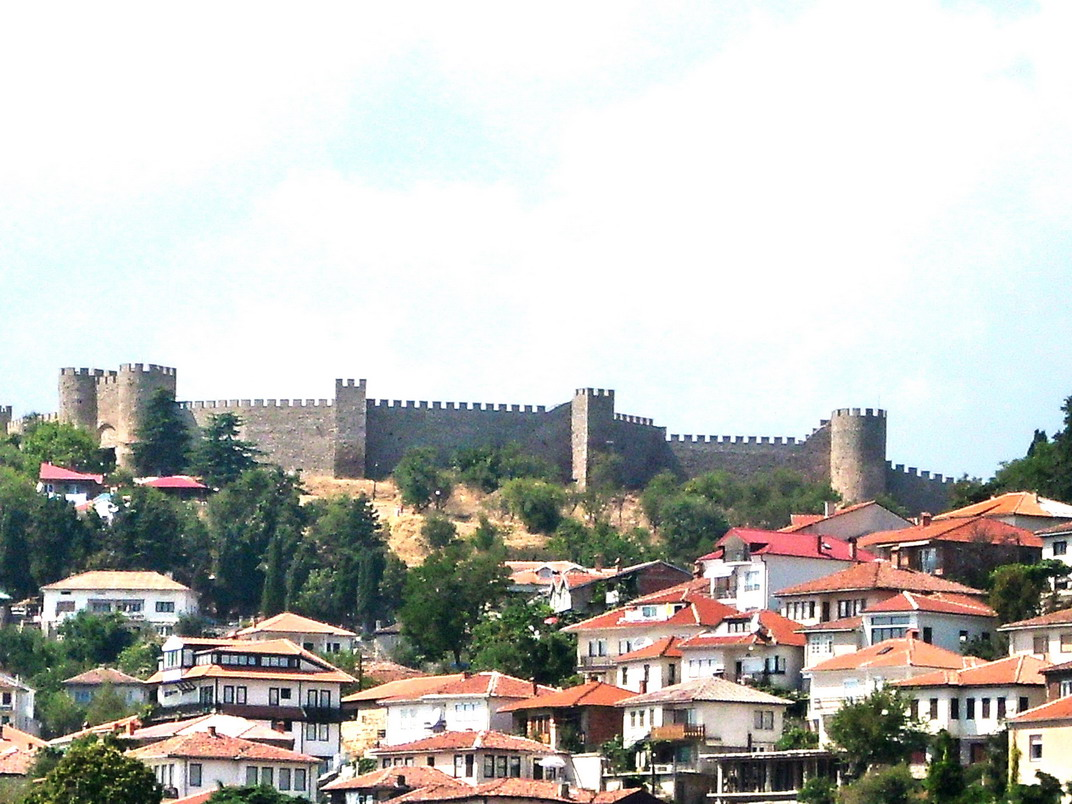
Fortaleza de Samuel sobre la ciudad.

La población actual es de 42.033 habitantes.

## Monumentos
- Monasterio de San Pantaleón de Ohrid
- Iglesia de San Juan Kaneo
- Fortaleza de Samuel
- Teatro griego de Ohrid